# 第10次西成暴動
第10次西成暴動（だい10じにしなりぼうどう）とは、1971年（昭和46年）5月に大阪府大阪市西成区のあいりん地区（通称釜ヶ崎）で発生した日雇い労働者による暴動事件。「第10次釜ヶ崎暴動」ともいう。

## 事件の発端
1971年5月25日午後5時30分頃、あいりん地区内の愛隣総合センター前に1台の港湾運送業者のマイクロバスが到着した。日雇い労働者が大勢押し寄せたため、身の危険を感じたマイクロバスの運転手は会社に戻ろうとした。マイクロバスに乗れなかった日雇い労働者約130人はこれに憤慨し、そのマイクロバスの後を追って、会社まで押しかけた。約3時間粘って「電車賃」の名目で金銭を獲得することに成功し、意気揚々とあいりん地区に引き揚げた。
ところが、あいりん地区に潜入していた新左翼活動家が、「警察は先ほどの団体交渉で不当介入していた」と日雇い労働者を煽動したため、騒ぎが拡大することになった。

## 事件の概要
午後11時30分頃になると西成警察署前に、約1,000人の群衆が押しかけ、同署や一般車両に投石し始めた。
その後30日までの6日間、連日のように暴動が起こり、電車や民家に投石したりした。
この暴動は新左翼が介入した最初の西成暴動事件であり、これ以降に起きた暴動には何らかの形で新左翼が関わっている。